# Kecamatan Sukaraja (distrikt i Indonesien, lat -7,44, long 108,17)
Kecamatan Sukaraja är ett distrikt i Indonesien.   Det ligger i provinsen Jawa Barat, i den västra delen av landet, 200 km sydost om huvudstaden Jakarta.